# パラリティタン
パラリティタン（Paralititan　「海辺の巨人」の意味）はエジプトにあるバハリヤ層の上部白亜系の地層の浜辺の堆積物から発見された巨大なティタノサウルス類の竜脚類恐竜の属の一つである。9800万年前から9300万年前に生息していた。ある科学ジャーナリストからは地球上で史上二番目に大きい生物と呼ばれている。

## 語源
ジョシュア・スミスらの発見した恐竜はParalititan stromeri,と呼ばれた。意味はシュトローマーの海辺の（ギリシャ語のpara + halosで「海の近く」の意味）ティーターンもしくはシュトローマーの海辺の巨人であり、1900年代初頭にこの地域で恐竜の発見を行ったドイツの古生物学者エルンスト・シュトローマーに献名されたもの。2001年にジョシュア・B. スミス、マシュー・C. ラマンナ、Kenneth J. Lacovara、Peter Dodson、Jennifer R. Smith、Jason C. Poole、Robert GiegengackおよびYousri Attiaにより命名された。

## 特徴
パラリティタンの化石は1935年以降バハリヤ層で報告された最初の四足動物である。上腕骨は1.69 mで既知の白亜紀の竜脚類のものでは最も長い。
調査チームを恐竜化石発見へと導いたメンバーであるスミスは、あるインタビューにて「どんな推定でも本当に巨大な恐竜と推定された」と述べている。
パラリティタンついての情報は乏しく、正確な大きさの推定は困難である。しかし、発見されている資料から発見されている恐竜の中でも最も重いものの一つであると示唆され、体重59 tと推定される。サルタサウルスを規準としたケネス・カーペンターの推定では体長は約26 mである。他のティタノサウルス類同様、 幅の広い姿勢でおそらく防御のための皮骨を持っていたと推測される。パラリティタンのタイプ標本は明らかに肉食動物によってあさられた痕跡がある。また、カルカロドントサウルスのような大型の肉食恐竜によって狩られていた可能性がある。

## 生態
原地性の状態ではこのあさられた化石はマングローブの植生を含む干潟の堆積物の中に保存されていた。生息地であるマングローブの生態系はテチス海の南部の海岸に沿って存在していた。パラリティタンはマングローブの生物群系に生息していたことが示された最初の恐竜である。
地上性の草食動物であったようだ。
巨大な肉食恐竜であるカルカロドントサウルス、竜脚類のエジプトサウルス（Aegyptosaurus）、最大の獣脚類であるスピノサウルスと同時代に生息していた。
南アメリカにおいて他のティタノサウルス類、例えば推定全長35ｍにおよぶアルゼンティノサウルスがカルカロドントサウルスの近縁種であるギガノトサウルスの獲物となっていたように、パラリティタンも獲物となっていた可能性がある。

## 参照
1. 1 2 3  Smith, Joshua B.; Lamanna, M.C.; Lacovara, K.J.; Dodson, P.; Smith, J.R.; Poole, J.C.; Giegengack, R.; and Attia, Y. (2001). “A Giant sauropod dinosaur from an Upper Cretaceous mangrove deposit in Egypt”. Science 292 (5522):  1704–1706. doi:10.1126/science.1060561. PMID 11387472.
2. ↑  Naish, Darren (2012). Planet Dinosaur : The Next Generation of Killer Giants. Firefly Books. p. 47. ISBN 978-1-77085-049-1
3. 1 2  Roach, John (May 31, 2001). “'Tidal Giant' Roamed Coastal Swamps of Ancient Africa”. National Geographic News (Washington, D.C.: National Geographic Society) 2012年12月31日閲覧。.
4. 1 2  “Paralititan Stromeri”.   Paleobiology Database. 2012年12月31日閲覧。
5. ↑  Burness, G.P. and Flannery, T. (2001). "Dinosaurs, Dragons, and Dwarfs: The Evolution of Maximal Body Size." Proceedings of the National Academy of Sciences, 98(25): 14518-14523.
6. ↑  Carpenter, K. (2006). "Biggest of the Big: a Critical Re-evaluation of the Mega-sauropod Amphicoelias fragillimus." In Foster, J.R. and Lucas, S.G., eds., 2006, Paleontology and Geology of the Upper Jurassic Morrison Formation. New Mexico Museum of Natural History and Science Bulletin, vol. 36: pp. 131-138.